# Oleanna
Oleanna és una obra de teatre de dos personatges de David Mamet sobre la lluita pel poder entre un professor d'universitat i una de les seves estudiants, que l'acusa d'explotació sexual i, fent-ho, fa malbé les seves possibilitats de mantenir la seva feina. El títol de l'obra, obtingut d'una cançó popular noruega popularitzada per Pete Seeger, fa referència a una visió escapista d'utopia del segle xix. Mamet la va adaptar posteriorment en una pel·lícula amb el mateix nom. Ha estat traduïda i representada en català.

## Argument
Als Estats Units, John, professor de quaranta anys, rep al seu despatx una de les seves estudiants: Carol, de 20 anys. Mentre ell està a punt de comprar una casa, i obtenir la càtedra en titularitat, Carol s'interferirà gradualment en la seva vida, perquè jutja el seu ensenyament discriminatori i elitista, ella que prové d'una entorn desfavorit.
El seu cara a cara es converteix en una lluita on la incapacitat d'entendre als altres impedeix qualsevol comunicació.
Una de les obres més notòries de David Mamet, aquesta cambra de portes tancades, en el rerefons de l'assetjament sexual, fa una reflexió mordaç sobre l'educació, entre els jocs de poder i la necessitat d'èxit en una Amèrica que sembla que mai no ha estat tan propera a nosaltres.

## Produccions
L'obra es va estrenar al maig de 1992 a Cambridge (Massachusetts), com a primera producció de la nova companyia Back Bay Theatre Company de Mamet. L'estrena fou protagonitzada per William H. Macy com John, un "home contrabandista, pompós i insofrible amb poder sobre la vida acadèmica del que abusa inconscientment". Rebecca Pidgeon va interpretar a Carol, descrita per un crític com "el personatge femení més completament realitzat de Mamet ... una xifra confusa i desorientada", el seu fracàs en comprendre conceptes i preceptes presentats a la classe de John va motivar la seva crida per la instrucció personal.
A l'octubre, un any després de les audicions d'Anita Hill - Clarence Thomas que "va cristal·litzar i concretar" la dramatització de Mamet, va aparèixer off-Broadway a l'Orpheum Theatre de la ciutat de Nova York, amb Macy i Pidgeon representant els seus papers. La producció va incloure una tercera escena reescrita. El crític Frank Rich proporciona un resum de l'obra en la seva revisió de la producció off-Broadway:
Oleanna ... és una resposta apassionada a les audiències de Thomas. Com si sortís de la màquina d'escriure, no podria ser més directa en la seva tècnica ni més incendiària en les seves ambicions. A l'acte I, el senyor Mamet tanca un home i una dona en una oficina on, segons el propi punt de vista, es produeix o no es produeix un acte d'assetjament sexual. A l'acte II, els antagonistes, un professor universitari de mitjana edat i una estudiant de grau, tornen al lloc del presumpte delicte per intentar resoldre el seu cas sense advocats, substituts o, de vegades, de sentit comú.
El resultat? Durant la pausa per l'alè que separa les dues escenes del segon acte sense restriccions del senyor Mamet, el públic semblava que s'esquivocava i hiperventilava en massa, tan nerviós eren les rialles i la poca estona de xerrameca que s'estava agitant per la casa. La consegüent desconnexió, que va augmentar les apostes del drama encara més altes, no fa res per alterar la impressió que "Oleanna" probablement provoqui més arguments que qualsevol obra d'aquest any.
Oleanna' es va estrenar a Lonres del 1993, al Royal Court Theatre dirigida per Harold Pinter. David Suchet interpretava John (en una actuació guanyadora del Premi Variety Club), i Lia Williams interpretava Carol, en una versió que va utilitzar el final original de Mamet de la producció de Cambridge. Com Pinter assenyala en correspondència personal a Mamet, Pinter també va publicar al seu lloc web:
No pot haver-hi una obra més dura ni més desenfadada que Oleanna. El final original és, de manera brillant, "l'última volta del ganivet". S'aixeca del terra ("No em preocupis per mi. Estic bé") i es dirigeix directament cap a la gola. L'última línia em sembla el resum perfecte de l'obra. És un gel dramàtic.
La crítica de Michael Billington a The Guardian va confirmar l'opció de Pinter d'acabar, dient que "restablint el final original de Mamet, en què el professor es veu obligat a confessar els seus fracassos, Pinter també posa de manifest el dolor i la tragèdia de la situació".
El 1994 fou estrenada en castellà (traducció de Víctor Crémer) dirigida per José Pascua i protagonitzada per Santiago Ramos i Blanca Portillo. El 2012 es va estrenar en català al Teatre Romea sota la direcció de David Selvas i protagonitzada per Ramon Madaula i Carlota Olcina.

## Adaptació al cinema
El 1994 Mamet va dirigir la seva pròpia adaptació al cinema d' Oleanna, protagonitzada per William H. Macy i Debra Eisenstadt. Roger Ebert, la crítica del qual tracta principalment sobre la producció off-Broadway que va veure un any abans, va afirmar que Oleanna no era una pel·lícula massa bona, caracteritzant-la com a incòmoda i mancada de "foc i passió"; això contrasta amb el que Ebert va escriure sobre la representació de l'obra que va veure a l'Orpheum:
Experimentar l'obra "Oleanna" de David Mamet a l'escenari va ser una de les experiències més estimulants que he tingut en un teatre. En dos actes, va aconseguir enfadar tot el públic: les dones amb el primer acte, els homes amb el segon. Recordo uns forts arguments que van esclatar durant i després de l'obra, a mesura que el públic sortia d'un teatre off-Broadway tot elaborat sobre el seu retrat de... assetjament sexual? O era correcció política autodidacta?